# Håvratjärnen
Håvratjärnen är en sjö i Ljusdals kommun i Hälsingland och ingår i Ljusnans huvudavrinningsområde. Sjön har en area på 0,0604 kvadratkilometer och ligger 180 meter över havet.

## Delavrinningsområde
Håvratjärnen ingår i det delavrinningsområde (686050-149544) som SMHI kallar för Ovan Edsbäcken. Medelhöjden är 221 meter över havet och ytan är 11,96 kvadratkilometer. Det finns inga avrinningsområden uppströms utan avrinningsområdet är högsta punkten. Vattendraget som avvattnar avrinningsområdet har biflödesordning 2, vilket innebär att vattnet flödar genom totalt 2 vattendrag innan det når havet efter 138 kilometer. Avrinningsområdet består mestadels av skog (76 procent) och jordbruk (12 procent). Avrinningsområdet har 0,06 kvadratkilometer vattenytor vilket ger det en sjöprocent på 0,5 procent.